# 梶原光
梶原光（日语：梶原 ひかり，1992年12月21日—），日本東京都出身、隸屬於Hirata Office（此前曾先後隸屬於Horipro（H.I.A）及M's Factory）的女演員。身高155公分、血型B型、星座人馬座。

## 人物
- 興趣：電影和音樂鑑賞。

## 演出

### 電影
- 劇場版 幪面超人劍 MISSING ACE（石森PRO、朝日電視台、ADX、東映、2004年）飾演栗原天音／9-10歲。
- PARK AND LOVE HOTEL（PFF Partners、2007年7月19日公映）

為第29回PIA Film Festival中的PFF Scholarship（第17回）作品。
- （2010年4月3日公映）飾演。
- （2011年1月29日公映）飾演社本美津子。
- （映像產業振興機構、2011年2月21日公映）
- （日本電影學校、2011年2月25日公映）
- Audrey（CURIOUSCOPE、2012年6月9日公映）飾演石塚繪里。
- 假面騎士Fourze THE MOVIE 大家的宇宙來了!（東映、2012年8月4日公映）飾演鵜坂律子。
- 希望之國（Bitters End、2012年10月20日公映）飾演。
- （2012年第25屆東京國際電影節期間公映）
- （Is.Field、2013年1月26日公映）
- 人狼游戏（AMG Entertainment、2013年10月26日公映）飾演豬瀨尚子。
- （Sony Pictures Entertainment Japan、2015年5月30日公映）飾演豬瀨尚子。
- （Sony Pictures Entertainment Japan、2017年1月21日公映）

### 電視劇
- Heart（日语：ハート (テレビドラマ)）（日本放送協會、2000年）。
- 滾動的銀子（NHK綜合、2003年）飾演（小雪）/7歲。
- 愛的劇場 （第14集）（東京廣播公司、2001年12月20日）。
- 週一Mystery劇場 早乙女千春的導遊報告書（12）「仙台松島溫泉旅遊殺人事件」（東京廣播公司、2002年4月1日）。
- 幪面超人劍（朝日電視台、2004－2005年）飾演栗原天音。
- （朝日電視台、2004年1月31日）。
- 女王的教室（日本電視台、2005年）飾演佐藤惠里花。
- （東京電視台、2006年6月21日）。
- 演歌女王（日本電視台、2007年）飾演欺負五味貞子的同級生。
- Sexy Voice and Robo（日本電視台、2007年）飾演（NIKO（林二湖）的同級生）。
- BATTERY（日本放送協會、2008年）飾演伊藤春菜。
- （東京廣播公司、2008年）飾演平田佐和子（攝影學會的同級生）。
- 學校學不到的事（日本電視台、2008年）飾演ERIKA。
- 愛的劇場 LOVE LETTER（東京廣播公司、2008年）飾演並木敦子。
- 幪面超人W（第12集）（朝日電視台、2009年）飾演繪畫教室的學生。
- 左眼偵探EYE（連續劇版，第7、8集）（日本電視台、2010年）飾演騎劫巴士的女高中生。
- 女的士司機的事件日誌5（東京廣播公司、2010年11月29日）飾演沙織。
- 電視劇W 橫山秀夫懸疑 （WOWOW、2011年3月27日）。
- 高校生餐廳（日本電視台、2011年）飾演鳥羽裕子。
- 幪面超人Fourze（第9、10、25、26集）（朝日電視台、2011年 - 2012年）飾演鵜坂律子／聲演天壇座Zodiarts。
- 三色貓福爾摩斯的推理 （第8、9集）（日本電視台、2012年）飾演濱野牧子。
- 走馬燈株式會社（第1集）（TBS電視台、2012年）飾演立花結子。
- 山岳刑事1（TBS電視台、2012年8月20日）飾演道原比呂子。
- 相棒（第11季，第9 - 10集）（朝日電視台、2012年）飾演長尾恭子。
- 週六WIDE劇場 （朝日電視台、2012年12月29日）飾演副島成美。
- 35歲的高中生（第4集）（日本電視台、2013年）飾演高中生。
- Limit 界限（第2集）（東京電視台、2013年）飾演紗子。
- 山岳刑事2（TBS電視台、2013年10月28日）飾演道原比呂子。
- 連續電視小說 小希（第25集起）（日本放送協會、2015年）飾演岡野亞美。
- 總有一天要在第凡內吃早餐（日本電視台、2015年 - 2016年）飾演。
- 討厭的女人（日语：嫌な女）（第4集）（NHK BS Premium、2016年）飾演真里菜。
- 水族館女孩（日语：水族館ガール）（NHK綜合、2016年）飾演。
- 遺產繼承律師柿崎真一（日语：遺産相続弁護士 柿崎真一）（第6集）（讀賣電視台、2016年）飾演山田法子。
- 科調所的女法研（第16季，第13集）（朝日電視台、2017年）飾演木戶沙也加。
- 警視廳搜查一課9係（第12季，第3集）（朝日電視台、2017年）飾演櫻坂真子。
- 豬籠草之夢（富士電視台、2017年）飾演高野怜美。
- 執事西園寺的名推理（日语：執事 西園寺の名推理）（第7集）（東京電視台、2018年）飾演七瀨香奈。
- （富士電視台、2018年8月16日）飾演田淵陽子。
- 専業主婦が就職するまでにやっておくべき8つのこと（日语：専業主婦が就職するまでにやっておくべき8つのこと）（NHK BS Premium、2019年）飾演梶原奈央。
- 夢露死亡之日（日语：モンローが死んだ日）（NHK BS Premium、2019年）飾演神崎朱莉。
- 幪面超人時王（第29－30集）（朝日電視台、2018－2019年）飾演栗原天音。
- In Hand（日语：インハンド）（第3集）（TBS電視台、2019年）飾演。
- 水戶黃門（日语：水戸黄門 (BS-TBS版)）（第8集）（BS-TBS、2019年）飾演阿菊。
- 扔掉吧，安達小姐。（日语：捨ててよ、安達さん。）（第5、7、11集）（東京電視台、2020年）飾演梶原光（自己）。
- 春與蒼的便當盒（日语：ハルとアオのお弁当箱）（BS東視、預定於2020年10月12日起播映）飾演好美。
- 刑警七人（第4集）（朝日電視台、2021年）飾演。
- 科調所的女法研（第21季，第17集）（朝日電視台、2022年）飾演堺逸希。
- 心靈內科醫 稻生知性2（日语：心霊内科医 稲生知性）（第3夜（第3 - 4集））（富士電視台、2023年12月29日）。

### 電視綜藝節目
- （第10、13集）（Sky PerfecTV! 371ch、2004年）。

### 網絡劇
- 係長 青島俊作2 事件はまたまた取調室で起きている!（日语：踊る大捜査線 THE FINAL 新たなる希望）（第5集）（NOTTV、2012年）飾演。
- 安全的維納斯（第4集）（Paravi、2020年）飾演理子。

### 原創錄像
- DSE系列第8彈「true tears～pure album～」（Dramagix、2006年12月22日發售）飾演櫻川依緒。
- French Kiss「If」DVD劇（2011年1月19日）飾演。

### 廣播劇
- 青春ADVENTURE「BIRDCAGE 花盡一億圓！」（NHK-FM放送、2008年）聲演久美。
- 青春ADVENTURE「UGLY GIRL」（NHK-FM放送、預定於2015年10月間播放）聲演IVAN。

### 舞台劇
- 蒲田進行曲完結篇-銀子之死（Kohei Tsuka劇團、2000年）。
- 長嶋一茂 殺人事件（Kohei Tsuka劇團、2001年）。
- 文學青年（GO-SUNS、2011年、新宿Theater Moliere）。

### 廣告
- Sega Toys／Horipro「Pecoron」（2003年）。
- 「星夢天使」（2006年）。
- Kagome「野菜生活」便當篇（2011年）飾演妻子。
- NTT東日本「光iFrame2」篇（2011年）飾演女兒（三女）。

### 音樂錄影帶
- HAPPY BIRTHDAY（日语：HAPPY BIRTHDAY (バンド)）（2013年2月6日）
- The Oral Cigarettes（日语：THE ORAL CIGARETTES） (2016年)

### 其他公開演出
- 『U-15 Live Version Vol.9』（2005年9月19日 17時15分、LIVE INN MAGIC）。

### 雜誌
- 雜誌式書籍「Prolog Vol.26 2005 SUMMER」（Prolog）定價800日圓。

## 外部連結
- 所屬事務所Hirata Office官方個人詳細資料 （页面存档备份，存于）
- 前所屬事務所M's Factory官方個人詳細資料
- 官方Blog（GREE） （页面存档备份，存于）
- 官方Blog（Ameba） （页面存档备份，存于）
- Prolog Vol.26中的介紹 （页面存档备份，存于）